# Langweid am Lech
Langweid am Lech (amtlich: Langweid a.Lech) ist eine Gemeinde und ein Dorf im schwäbischen Landkreis Augsburg in Bayern.

## Geographie
Der gleichnamige Hauptort liegt 15 km nördlich von Augsburg in der schwäbisch-bayerischen Hochebene des Lech. An der Bundesstraße 2, der Staatsstraße 2033 und der Bahnlinie Augsburg-Nürnberg. Im Süden des Hauptortes befindet sich die weithin sichtbare militärische Abhöranlage Gablingen auf dem Gelände des ehemaligen Flugplatzes Gersthofen-Gablingen.
Es gibt fünf Gemeindeteile (in Klammern ist der Siedlungstyp angegeben):
- Achsheim (Pfarrdorf)
- Eggelhof (Weiler)
- Foret (Siedlung)
- Langweid am Lech (Pfarrdorf)
- Stettenhofen (Pfarrdorf)

## Geschichte
Langweid, Lancwaidt (die große oder lange Weide), Lanquat, Longa Quinta verdankt seine Entstehung den Römern, die schon im Jahre 41 n. Chr. an diesem Platz zur Bewachung ihrer Heerstraße nach der Mündung des Lechs eine Militärstation errichteten. Später ließen sich dann römische Kolonisten und keltische Ureinwohner an der Staatsstraße Via Claudia Augusta nieder. Die Namensform Lanchwate findet sich erstmals 1143. In Eggelhof befindet sich die Kapelle Zur Schmerzhaften Muttergottes als Wallfahrtsort, unter der archäologische Grabungen einige Fundamente einer Holzkirche aus der Mitte des 8. Jahrhunderts erbracht haben.
Dem Domkapitel Augsburg gelang es, den damals bezeugten Besitz in Langweid durch Schenkungen und Kauf zu erweitern und bis zur Säkularisation 1803 die Grundherrschaft auszuüben. Im Jahre 1632 zog der Schwedenkönig Gustav Adolf nach der Eroberung von Donauwörth gegen Augsburg. Dabei wurde der Ort Langweid von den schwedischen Truppen empfindlich heimgesucht. Der Aufenthalt der schwedischen Königin im Schloss Markt hat in dieser Zeit dämpfend auf die Truppen eingewirkt, so dass das Dorf nicht vollständig dem Erdboden gleichgemacht wurde.

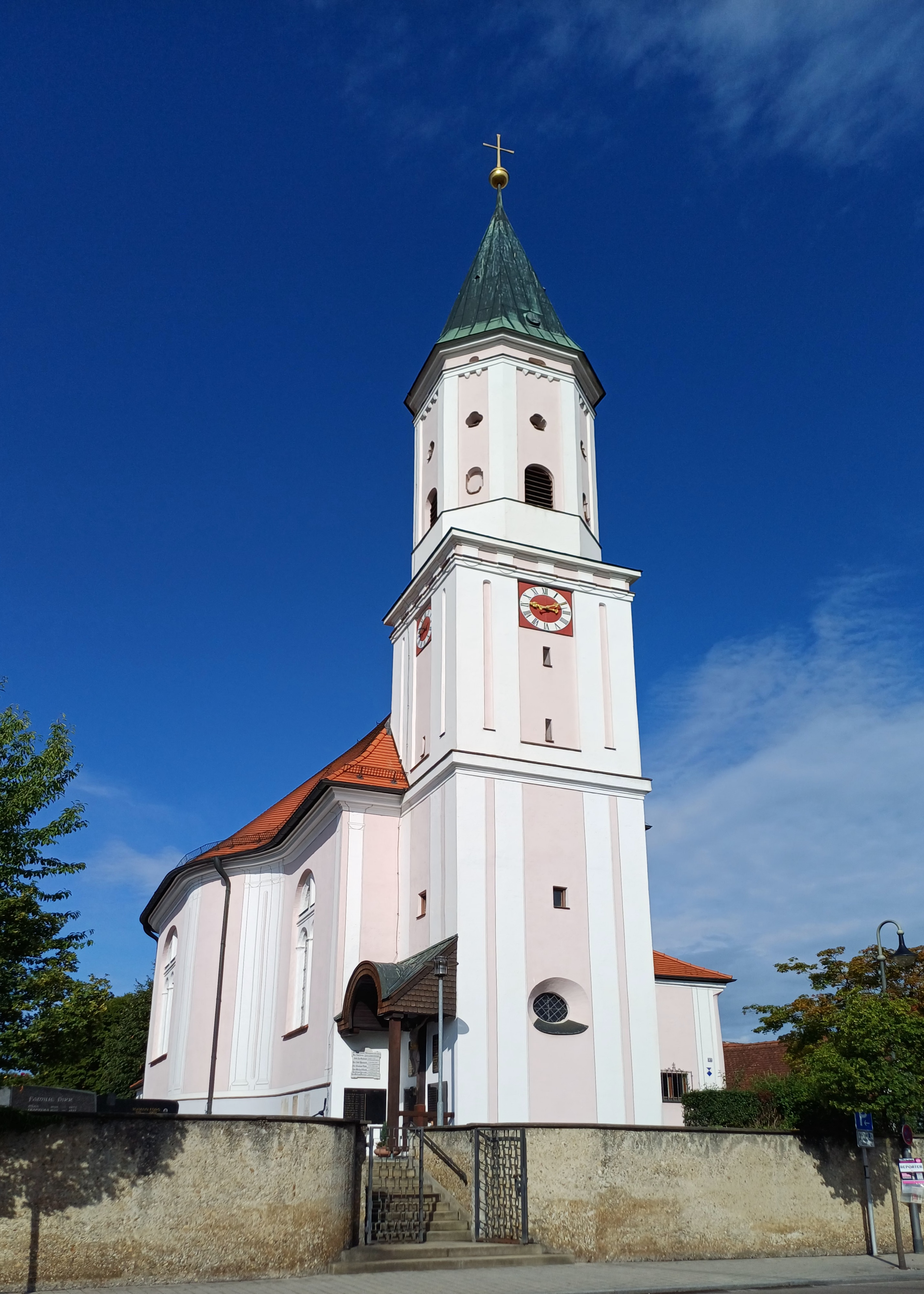
St. Vitus

1740 lagen hessische Truppen in Langweid im Quartier. Sie hinterließen bei ihrem Abzug ein total verschuldetes Dorf. Die Kirche St. Vitus wurde 1777 geweiht. Seit dem Reichsdeputationshauptschluss von 1803 gehört der Ort zum Kurfürstentum Bayern. 1804 wurde Langweid durch die Verwaltungsneugliederung Bayerns in das Landgericht Göggingen eingegliedert. Im Zuge der Verwaltungsreformen im Königreich Bayern entstand mit dem Gemeindeedikt von 1818 die heutige Gemeinde. Im Jahr 1828 forderte in Langweid eine Seuche einige Todesopfer in den Familien. Es gab aber auch freudige Ereignisse in Langweid.
Die Dorfchronik berichtet, dass bei der Durchreise durch Langweid viele „hochedle Herrschaften“ in der Gastwirtschaft zum Goldenen Stern abstiegen. Auch König Ludwig I. zog im Jahr 1829 durch die Ortschaft. 1906 wurde durch die Errichtung eines Laufwasserkraftwerks am Lechkanal die Elektrifizierung des Ortes eingeleitet. Seit Juli 2019 zählt das Lechkraftwerk Langweid, das auch das Lechmuseum Bayern beinhaltet, zusammen mit dem weltweit einzigartigen historischen Wasserwirtschaftssystem der Stadt Augsburg zum UNESCO-Weltkulturerbe.

### Eingemeindungen
Im Zuge der Gemeindegebietsreform wurden die Gemeinden Stettenhofen (seit dem 1. Januar 1970) und Achsheim (seit dem 1. Juli 1972) nach Langweid eingegliedert.

### Einwohnerentwicklung

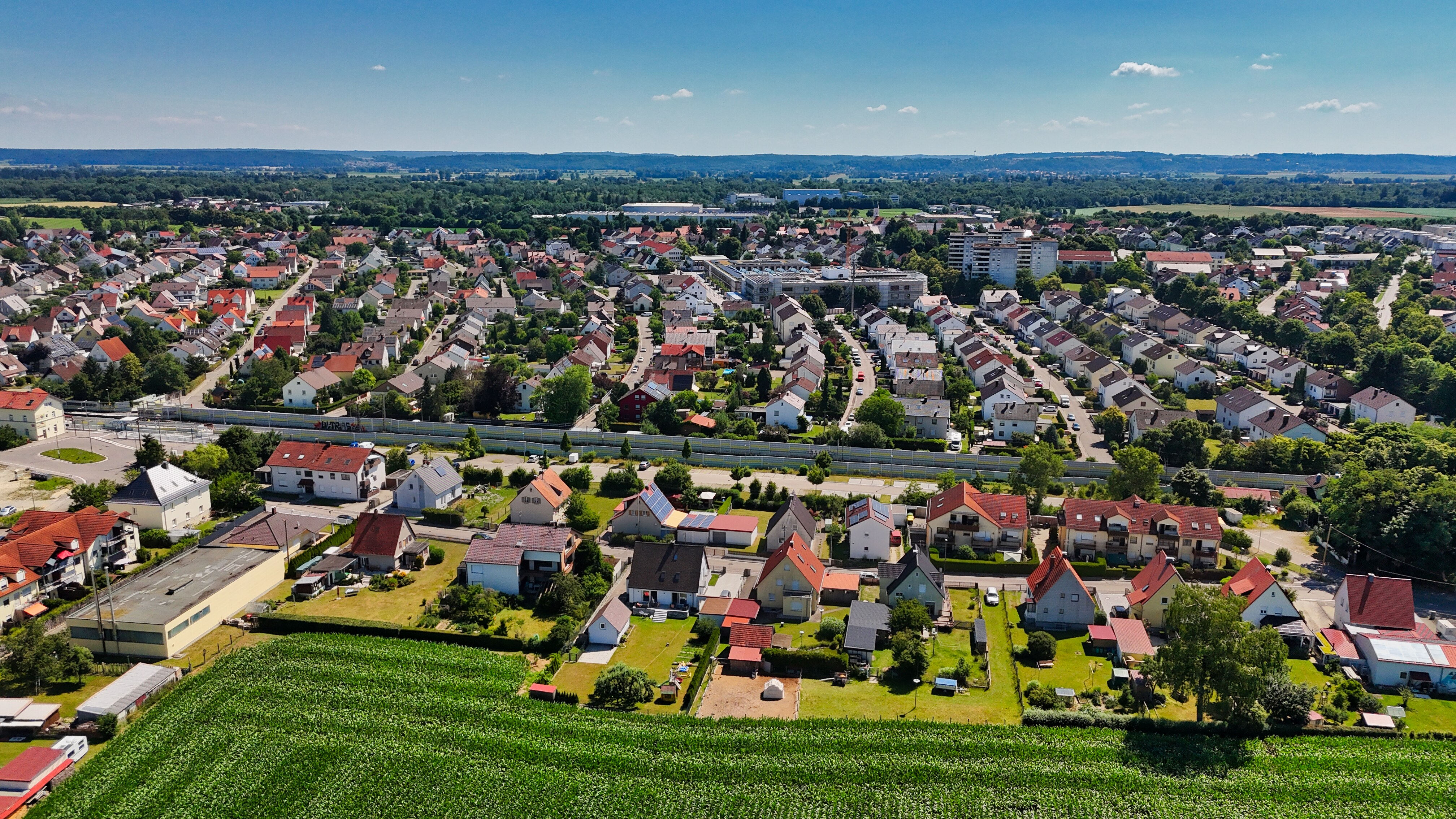
Luftaufnahme 2025, Blick Richtung Osten

Zwischen 1988 und 2018 wuchs die Gemeinde von 6249 auf 8136 um 1887 Einwohner bzw. um 30,2 %.

## Politik

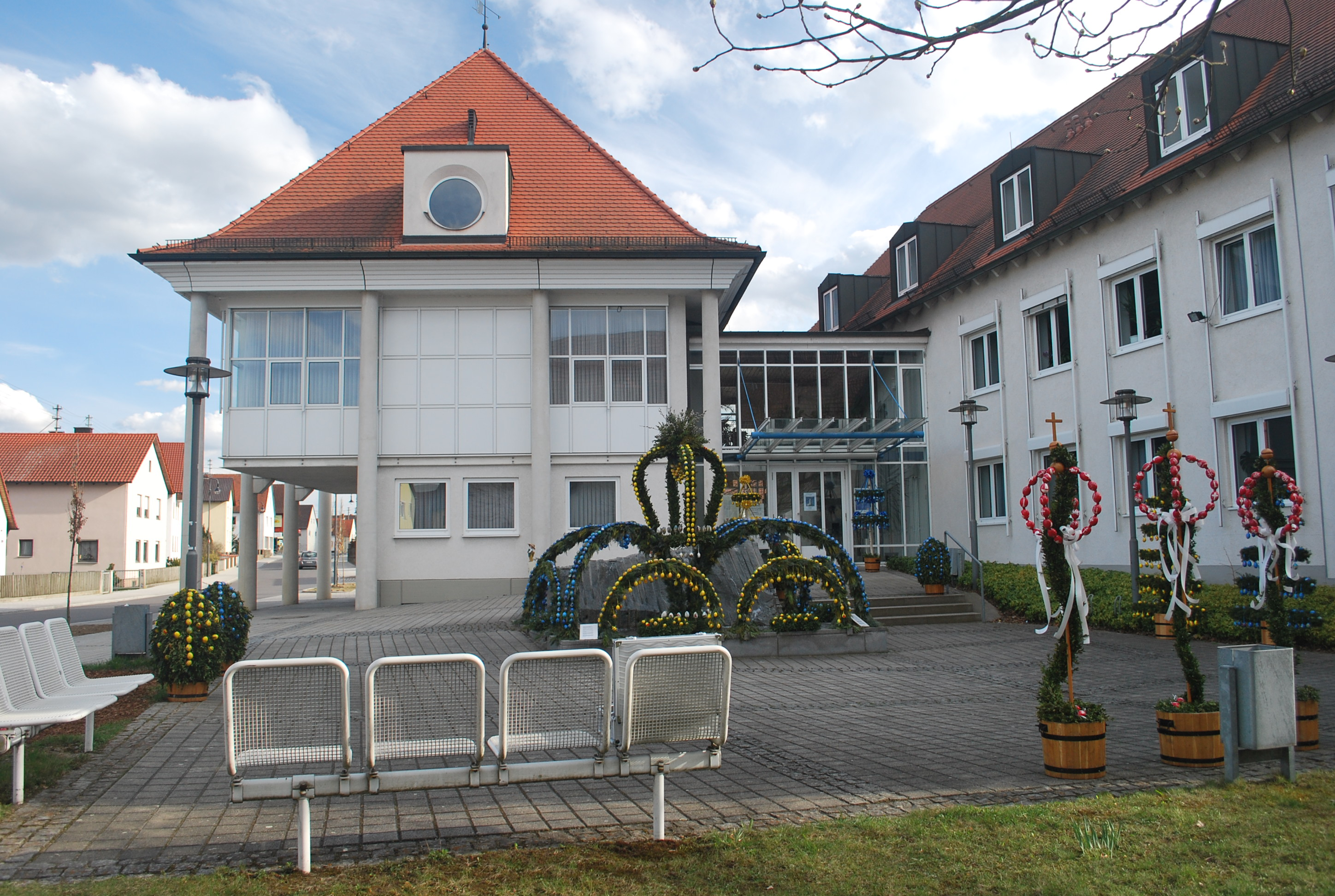
Rathaus Langweid mit Osterbrunnen

### Gemeinderat
Die Wahlen des Gemeinderates seit 2014 ergaben folgende Ergebnisse:
| Parteien        | 2020   | 2020   | 2020    | 2020   | 2014   | 2014   |
| Parteien        | Anteil | Sitze  | ±Anteil | ±Sitze | Anteil | Sitze  |
| --------------- | ------ | ------ | ------- | ------ | ------ | ------ |
| CSU             | 47,4 % | 9      | −7,1 %  | −2     | 54,5 % | 11     |
| FW              | 25,5 % | 5      | −0,5 %  | ±0     | 26,0 % | 5      |
| SPD             | 12,7 % | 3      | −6,9 %  | −1     | 19,6 % | 4      |
| GRÜNE           | 14,3 % | 3      | +14,3 % | +3     | –      | –      |
| Wahlbeteiligung | 48,8 % | 48,8 % | +3,1 %  | +3,1 % | 45,7 % | 45,7 % |

Erster Bürgermeister ist seit 1. Mai 2008 Jürgen Gilg (CSU); dieser wurde am 15. März 2020 mit 95,5 % der Stimmen für weitere sechs Jahre gewählt.

### Wappen
| Wappen Gde. Langweid am Lech | Blasonierung: „Gespalten von Rot und Silber, hinten ein blauer Schräglinksfluss.“ |
| Wappen Gde. Langweid am Lech | Wappenbegründung: Der von Rot und Silber gespaltene Schild erinnert an die lange und ausgedehnte Herrschaft des Domkapitels Augsburg, das in Langweid schon 1143 nachweisbar über großen Besitz verfügte. Im Lauf der Jahre vergrößerte sich der Besitz durch Schenkungen und Zukäufe. Der blaue Schrägfluss weist auf die Lage des Ortes am Lech hin. Dieses Wappen wird seit 1952 geführt. |

## Verkehr

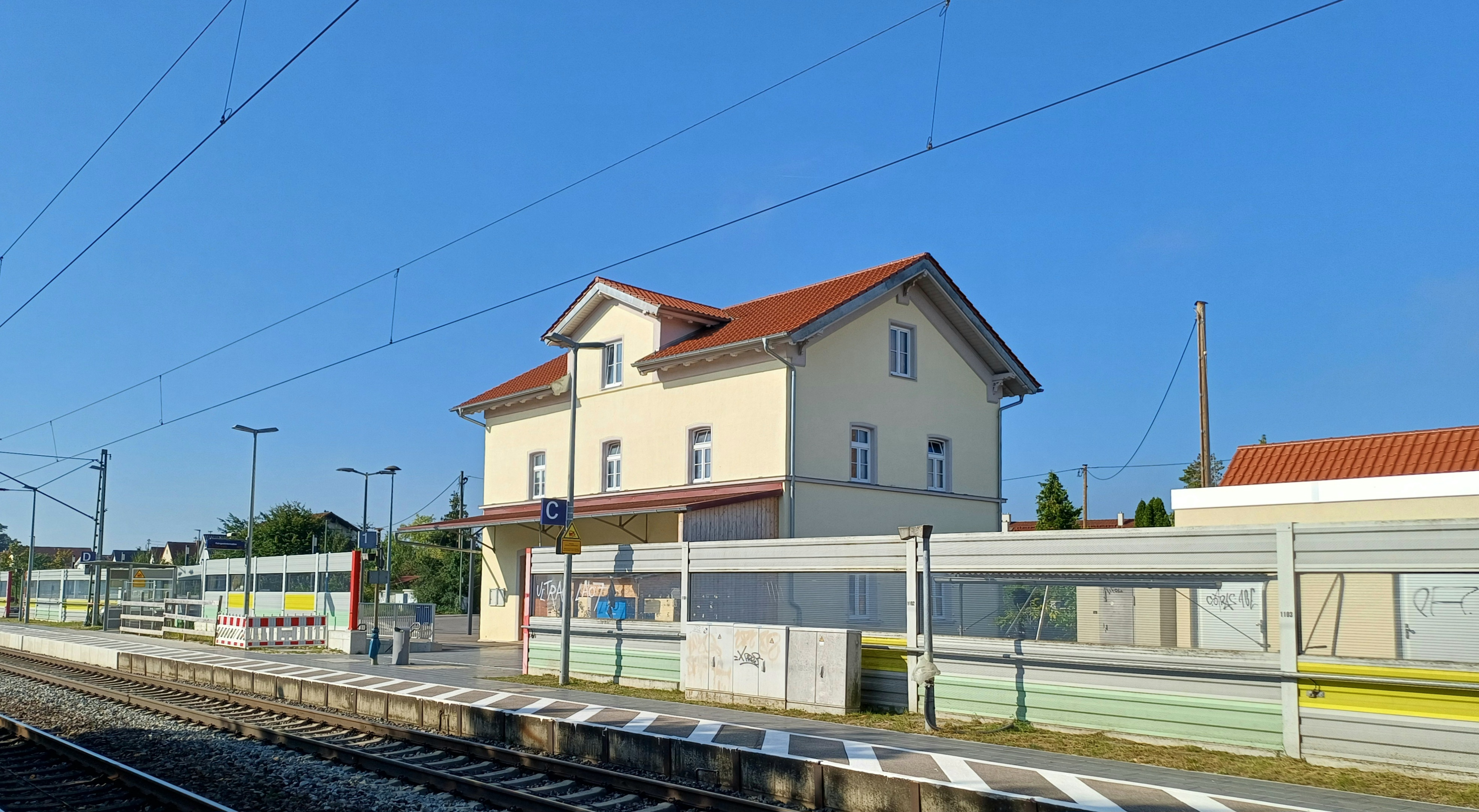
Haltepunkt Langweid (Lech)

Der Haltepunkt Langweid (Lech) liegt an der Bahnstrecke Augsburg–Nördlingen.
Das Dorf erhielt zwischen 1842 und 1844 bereits einen Eisenbahnanschluss. Aus Sicherheitsgründen war zwischen Bahnlinie und Dorf ein Mindestabstand von 800 Meter einzuhalten. Ab dem Jahr 1871 hielten die Züge auch am Langweider Bahnhof, der für 4092 Gulden erbaut wurde.
Langweid liegt am Fernradweg, der als Via Claudia Augusta entlang einer gleichnamigen Römerstraße verläuft.

## Bildung
In Langweid gibt es eine Grund- und Mittelschule mit Mittagsbetreuung, eine Volkshochschule und eine Gemeindebücherei.

## Sport
Der TTC Langweid ist ein Tischtennisverein, dessen Damenmannschaft international große Erfolge erzielte, vor allem in der ETTU Champions League.
Der größte Sportverein am Ort ist der FC Langweid, gegründet 1930, mit einem breiten Sportangebot von Fußball bis Volleyball.
Die weiteren Sportvereine sind der SV Achsheim, der SV Stettenhofen, der VfR Foret, die Hobbyfußballer der Rangers Langweid und die Schützenvereine Tannengrün Langweid und Edelweiß Schützen Stettenhofen.

## Persönlichkeiten
- Marquard II. vom Berg (1528–1591), Bischof von Augsburg
- Norbert Weber (1870–1956), Missionsbenediktiner
- Sebastian Kuchenbaur (1936–2008), Politiker
- Jana Eberle (1952–2024), Tischtennisspielerin
- Kirsten Krüger (* 1955), Tischtennisspielerin
- An Hae Sook (* 1961), Tischtennisspielerin
- Yunli Schreiner (* 1965), Tischtennisspielerin
- Lisa Lomas (* 1967), Tischtennisspielerin
- Ding Yaping (* 1967), Tischtennisspielerin
- Marie Svensson (* 1967), Tischtennisspielerin
- Jie Schöpp (* 1968), Tischtennisspielerin
- Olga Nemes (* 1968), Tischtennisspielerin
- Jana Dobešová (* 1968), Tischtennisspielerin
- Qiao Yunping (* 1968), Tischtennisspielerin
- Csilla Bátorfi (* 1969), Tischtennisspielerin
- Emmanuelle Coubat (* 1970), Tischtennisspielerin
- Åsa Svensson (* 1971), Tischtennisspielerin
- Christina Fischer (* 1973), Tischtennisspielerin
- Wang Chen (* 1974), Tischtennisspielerin
- Krisztina Tóth (* 1974), Tischtennisspielerin
- Anne Boileau (* 1975), Tischtennisspielerin
- Li Ju (* 1976), Tischtennisspielerin
- Aya Umemura (* 1976), Tischtennisspielerin
- Cornelia Böttcher (* 1977), Tischtennisspielerin
- Mihaela Șteff (* 1978), Tischtennisspielerin
- Katrin Meyerhöfer (* 1979), Tischtennisspielerin
- Shen Yanfei (* 1979), Tischtennisspielerin
- Andrea Bakula (* 1981), Tischtennisspielerin
- Jessica Göbel (* 1981), Tischtennisspielerin
- Katharina Schneider (* 1985), Tischtennisspielerin
- Liu Yuan (* 1985), Tischtennisspielerin
- Marina Jakob (* 1988), Landtagsabgeordnete
- Laura Matzke (* 1988), Tischtennisspielerin